# アナザー・ガール
「アナザー・ガール」（Another Girl）は、ビートルズの楽曲である。1965年に発売された5作目のイギリス盤公式オリジナル・アルバム『ヘルプ!』に収録され、同年に公開されたビートルズ主演の映画『ヘルプ!4人はアイドル』で使用された。レノン＝マッカートニー名義となっているが、ポール・マッカートニーによって書かれた楽曲。
日本では、シングル盤『ザ・ナイト・ビフォア』のB面曲としても発売された。

## 制作
マッカートニーは、チュニジアのリゾート地であるハンマメットでの休暇中に「アナザー・ガール」を書いた。歌詞は、冷淡な主人公が現在の彼女に「新しい彼女ができた」と伝えるところから始まる。本作を含むいくつかの曲について、マッカートニーは「ただの数合わせの曲と言っては言い過ぎになる。それよりは多少マシだったと思うよ。どの曲もビートルズのテストには合格した。バンドの全員が気に入った曲でなければ却下されたんだから」と語っている。
「アナザー・ガール」のレコーディングは、「涙の乗車券」や「アイ・ニード・ユー」と同じく1965年2月15日に行なわれた。同日にジョージ・ハリスンによるリードギターがオーバー・ダビングされたが、最終ミックスでは使用されなかった。翌日にマッカートニーによるリードギターが加えられた。これにより、マッカートニーが通常どおりのベースに加え、リードギターも担当した楽曲のうちのひとつとなった。2月18日にミックスダウンされ、同月23日に再びミックスダウンされた。

## 映画『ヘルプ!4人はアイドル』での使用
映画『ヘルプ!4人はアイドル』では、ビートルズのメンバーが邪宗カイリ教の施設があるバハマに入り観光地のナッソー海岸で歌うシーンで使用された。途中でメンバーが互いの楽器を持ち替えて演奏したり、マッカートニーがビキニを着た女性をギターに見立てて演奏している。
また、同映画では、ジョージ・マーティン・オーケストラによるオーケストラ・バージョンも使用されている。

## ライブでの演奏
「アナザー・ガール」は、ビートルズ時代のライブで演奏されたことはなかったが、2015年4月28日に日本武道館で行なわれたマッカートニーのライブで初めて演奏した。

## クレジット
※出典
- ポール・マッカートニー - ダブルトラックのリード・ボーカル、ベース、リードギター
- ジョン・レノン - ハーモニー・ボーカル、アコースティック・ギター（リズムギター）
- ジョージ・ハリスン - ハーモニー・ボーカル、エレクトリック・ギター（リズムギター）
- リンゴ・スター - ドラム